# Dysethia
Dysethia là một chi bướm đêm thuộc họ Geometridae.